# Konrád I. Württemberský
Konrád I. Württemberský byl švábský hrabě a první vládce hradu Wirtemberg. První zmínka o jeho životě pochází z roku 1081.

## Život
Narodil se jako do rodiny pána z Beutelsbachu, který byl potomkem sálského vévody Konráda I. Korutanského. Jeho bratr byl Bruno von Beutelsbach (1105–1120), převor kláštera Hirsau. Jeho ženou byla Werntruda.
Okolo roku 1083 nechal Konrád postavit hrad Wirtemberg. Zde začal sídlit a začal používat jméno Württemberg. Jako pán z Wirtembergu byl svědkem smlouvy Bempflinger Vertrag mezi hrabaty Kunem a Liutoldem z Achalmu a hrabětem Wernherem z Grüningenu. Dne 5. května 1092 se zúčastnil převodu majetku do kláštera Allerheiligen, poblíž Schaffhausenu. Toto je poprvé kdy byl zmíněn v celém dokumentu. Během svého života byl oponentem císaře Jindřicha IV.
Mezi roky 1080–1087 pomohl finančně klášteru v Hirsau. Vše bylo zaznamenáno v dokumentu Hirsauer Schenkungsbuch, kde byl popisován jako mocný muž ze Švábska.